# Fonti del Vulture
La Fonti del Vulture s.r.l. è un'impresa specializzata nell'estrazione e nella distribuzione di acque minerali, residente a Fonti del Vulture e composta dallo stabilimento di Rionero che imbottiglia e distribuisce le acque minerali naturali Lilia, Sveva e vivien.

## Storia
Fonti del Vulture venne fondata nel 1896 da Antonio Traficante, il quale conseguì un diploma di "Menzione Onorevole" all'esposizione di Torino nel 1898. A quel tempo l'impresa si chiamava "Traficante", come il cognome del suo fondatore.
L'incremento produttivo avvenne tra gli anni '50 e '60, quando l'impresa venne affidata al figlio di Antonio Traficante, Pasquale, e i suoi prodotti vennero esportati nelle regioni limitrofe, come Campania, Puglia e parte della Calabria. Nel 1979 la ditta divenne società di capitali, edificò un nuovo stabilimento e formò un unico gruppo con un'altra impresa di acque minerali, la S.i.a.m. di Monticchio.
Nel febbraio del 2006 la Fonti del Vulture viene acquisita dalla multinazionale statunitense Coca-Cola Company, affacciandosi così sul mercato italiano delle acque minerali.

### Acqua Lilia
Acqua Lilia è un'acqua minerale prodotta dal gruppo Fonti del Vulture. Con l'acquisto di Fonti del Vulture da parte della Coca-Cola Company nel febbraio 2006, l'Acqua Lilia è stata lanciata a livello nazionale, stipulando accordi di fornitura con diverse imprese della ristorazione italiana; è inoltre l'acqua minerale distribuita da McDonald's nei ristoranti italiani. Nel 2008 la Fonti del Vulture ha lanciato sul mercato la Lilia Emotion, bevanda in acqua minerale naturale di cui esistono due tipi: Lilia Emotion Mind al gusto lime e guaranà e Lilia Emotion Body, gusto pesca bianca e aloe vera.
La bottiglia del prodotto Acqua Lilia è stata progettata da Claudio Ottaviano, designer specializzato in grafica e fotografia pubblicitaria.
L'analisi chimico-fisica dell'Acqua Lilia è affidata all'università "Federico II" di Napoli.
In passato fino al 2001 era affidata alle ASL di Matera.